# Richard Kristinus
Richard Kristinus (30. března 1865, Český Těšín – 22. března 1926, České Budějovice) byl český kreslíř, sochař, řezbář a ředitel Městského muzea v Českých Budějovicích.

## Životopis
Richard Kristinus se narodil 30. března 1865 v Českém Těšíně, kde získal základní vzdělání. V roce 1881 odešel ze střední školy a začal se učit kresbu a malbu u profesora Hetschela. Na podzim téhož roku začal studovat na odborné škole pro zpracování dřeva ve Valašském Meziříčí, kde studoval tři roky. Následující rok strávil na Akademii výtvarných umění ve Vídni. Studia ukončila povinná vojenská služba, po které se již do studií nevrátil.
V březnu 1889 byl přijat jako kustod a učitel umělecko-průmyslového oddělení Městského muzea v Českých Budějovicích. Zůstal zde až do své smrti. V roce 1913 byl po smrti ředitele muzea Johanna Löwenhöfera správního výboru a městské rady jmenován novým ředitelem muzea. Dále působil jako konzervátor Centrální komise pro zachování památek ve Vídni.
V roce 1893 se oženil s Franziskou Marií Annou, dcerou budějovického obchodníka Wenzla Schmidtmayera.
Richard Kristinus zemřel 22. března 1926 ve Všeobecné veřejné nemocnici v Českých Budějovicích ve věku nedožitých 61 let. Pohřben byl v rodinné hrobce na českobudějovickém hřbitově u svaté Otýlie.

## Seznam děl
Není-li uvedeno jinak, jde o dílo určené pro České Budějovice. Seznam není kompletní.
| Objekt                                     | Obrázek     | Datum     | Umístění                      | Galerie                                                                                  | Poznámka |
| ------------------------------------------ | ----------- | --------- | ----------------------------- | ---------------------------------------------------------------------------------------- | --- |
| městský znak na vodárenské věži            | znak        | 1882      | Mánesova 41/6                 | Kategorie „Coat of arms (Water tower, České Budějovice)“ na Wikimedia Commons            | Na východní zdi vodárenské věže.                                                                                              |
| Palác Včela                                | Palác Včela | 1895–1896 | Karla IV. 92/1–93/3           | Kategorie „Palác Včela (České Budějovice)“ na Wikimedia Commons                          | Sochařská výzdoba paláce Včela.                                                                                               |
| Kristinusův dům                            | alegorie    | 1898      | Hroznová 65/1                 | Kategorie „Hroznová 1 (České Budějovice)“ na Wikimedia Commons                           | Reliéfy a neorenezanční sgrafita Kristinusova domu včetně dvou štukových kartuší alegorie malířství a alegorie přástevnictví. |
| městský znak na radnici                    | znak        | 1890      | nám. Přemysla Otakara II. 1/1 | Kategorie „Interior of Town hall in České Budějovice“ na Wikimedia Commons               | Na schodišti historické budovy radnice.                                                                                       |
| městské znaky na dělostřeleckých kasárnách | znak        | 1894–1895 | Pražská 552 a 2666/52b        | Kategorie „Coats of arms (dělostřelecká kasárna, České Budějovice)“ na Wikimedia Commons | Sochařská výzdoba dělostřeleckých kasáren, 2 pískovcové reliéfní sochy.                                                       |
| bronzová plaketa s městským znakem         |             | 1915      | soukromá sbírka               |                                                                                          | [ 3 ] |
| busta Jana Kneissla                        |             |           |                               |                                                                                          | Bronzová busta prvního ředitele jihočeské muzea Jana Kneissla zpracovaná ve stylu klasicistního realizmu                      |
| medaile Adolfa Lindnera                    |             |           |                               |                                                                                          | Bronzová medaile druhého ředitele jihočeské muzea, setníka Adolfa Lindnera                                                    |
| plaketa Josefa Taschka                     |             |           |                               |                                                                                          | Plaketa bývalého purkmistra Josefa Taschka                                                                                    |